# Israel-Mission
Die Israel-Mission war eine Verwaltungseinrichtung des Staates Israel zur Abwicklung von Wiedergutmachungsleistungen. Grundlage für seine Einrichtung war das Luxemburger Abkommen vom 11. September 1952, auf Grund dessen die Bundesrepublik Deutschland an den Staat Israel Waren als Aufbauhilfe lieferte. Die Mission hatte ihren Sitz in Köln.

## Geschichte
Die Errichtung der Mission leitete sich aus § 12 des »Abkommen vom 10. September 1952 zwischen der Bundesrepublik Deutschland und dem Staate Israel« („Luxemburger Abkommen“) ab. Dieser bestimmte, dass der Staat Israel als einzigen Vertreter die Mission nach Deutschland entsendet. Die Mission nahm am 4. Mai 1953 offiziell ihre Arbeit auf, dies ging mit der Schließung des Konsulats in München einher. Da die beiden Staaten erst 1965 diplomatische Beziehungen aufnahmen, besaßen die Mission und ihre Mitarbeiter keinen diplomatischen Status. Sie war eine dem israelischen Finanzministerium unterstellte „Handelsmission“ (sog. Einkaufsdelegation) mit einem einzigen Auftrag, nämlich die Beschlüsse aus dem 1952 ratifizierten Abkommen verwaltungsmäßig zu begleiten. Mitte der 1950er Jahre gliederte sich die Israel-Mission in eine Handelsabteilung zur Abwicklung des Abkommens, eine Rechtsabteilung, eine Konsularabteilung sowie eine Informationsabteilung für die Öffentlichkeitsarbeit. Die Konsularabteilung war nach längeren Verhandlungen mit der Bundesrepublik eröffnet worden und unterstand dem israelischen Außenministerium. Im Jahr 1955 beschäftigte die Israel-Mission rund 100 Angestellte, darunter 65 Israelis. Auf dem Höhepunkt ihrer Tätigkeit wuchs der Stab bis Ende des Jahres 1959 auf etwa 200 Mitarbeitende an, wobei zu diesem Zeitpunkt neben den etwa 50 israelischen Mitarbeitenden auch 150 deutsche Ortskräfte in der Mission tätig waren.
Auf Basis jährlich neu vereinbarter, bereits im Abkommen verankerter Warenlisten, kaufte die Mission in Deutschland industrielle Güter ein, deren Wert in den Jahren 1953 bis 1955 bei durchschnittlich 250 Millionen DM pro Jahr lag. Die Waren sollten vereinbarungsgemäß die Ansiedlung und Wiedereingliederung jüdischer Flüchtlinge in Israel verbessern. Das Gesamtvolumen des Abkommens bis zur Auflösung der Mission im Jahr 1965 belief sich auf über 3 Milliarden DM. Diese Wiedergutmachungsleistungen waren in Israel unter dem Namen Schilumim („Vergeltung“, „Zahlung“) bekannt, den der israelische Außenminister Mosche Scharet geprägt hatte.:92
Die Leitung der Mission lag in Händen des Wirtschaftsexperten Felix Elieser Shinnar, der sein Amt im Rang eines Botschafters versah. Doch war er nicht der Repräsentant eines Staates, sondern nur der „Chef einer nichtdiplomatischen Regierungsagentur“, was bei diplomatischen Empfängen zu Protestnoten arabischer Länder führen konnte. Zuvor war er als stellvertretender Leiter der israelischen Abordnung maßgeblich an der Ausarbeitung des Wiedergutmachungsabkommens beteiligt. Seine Dienstzeit war von einem großen Engagement für den Aufbau der Beziehungen zwischen der Bundesrepublik und Israel geprägt. Ein Bericht in der Kölnischen Rundschau vom 22. Mai 1955 hob hervor, dass Shinnar von Beginn an um die Pflege guter Beziehungen „bestrebt“ war und großen Wert auf „äußerste Sparsamkeit“ legte.
Die Dauer des Luxemburger Abkommens, damit der Wiedergutmachungsleistungen und der Geschäftsgrundlage der Israel-Mission, war an die Höhe der von Deutschland an Israel gezahlten Jahresraten gekoppelt. Auf Basis der vorgesehenen Jahresrate von 310 Millionen D-Mark wäre das Abkommen zum 31. März 1965 ausgelaufen, was sich aufgrund einer vertragsgemäßen Reduzierung auf 250 Millionen D-Mark um ein Jahr auf den 31. März 1966 verzögerte. Daraufhin wurde die Israel-Mission im Mai 1966 aufgelöst.:440
Anlässlich des 60-jährigen Jubiläums der Einrichtung der Israel-Mission richteten die Stadt Köln, die Synagogen-Gemeinde Köln und die israelische Botschaft im Mai 2013 einen Festtag aus, im Zuge dessen am Jüdischen Wohlfahrtszentrum der Synagogen-Gemeinde in Köln-Ehrenfeld eine Gedenktafel angebracht wurde.

## Verwaltungssitz
In der Frage des Sitzes der Mission konnte diese zwischen mehreren Städten in Westdeutschland auswählen. Dabei fiel die Entscheidung zu Gunsten von Köln und zu Ungunsten der „provisorischen“ Hauptstadt Bonn unter anderem aus der Erwägung heraus, den Eindruck einer offiziellen diplomatischen Vertretung in und Anerkennung der Bundesrepublik Deutschland durch Israel zu vermeiden, dennoch aber in der Nähe des Regierungssitzes zu bleiben. Auch das nahegelegene und für die Aktivitäten der Handelsmission bedeutende Ruhrgebiet, Zentrum der Schwerindustrie, beeinflusste vermutlich die Entscheidung. Andererseits war es möglicherweise auch eine „chevalereske Geste“ gegenüber dem Bundeskanzler Konrad Adenauer.
Mit Aufnahme ihrer Tätigkeit in Köln, im April 1953, „hauste“ die Mission zunächst für rund ein Jahr in unzureichenden Räumlichkeiten in den Gebäuden der Synagogengemeinde in der (Ehrenfelder) Ottostraße 85, dem vormaligen Jüdischen Krankenhaus. Im Frühjahr 1954 konnten dann etwa 60 Räume in dem Neubau der Stadtsparkasse Köln am Habsburgerring 2–12 bezogen werden. Das kurz zuvor nach Entwurf der Architekten Theodor Kelter und Toni Schunk fertiggestellte Bürogebäude war jedoch auch mangels geeigneter Warenlagerungsmöglichkeiten dauerhaft ungeeignet.
1954 arbeitete zunächst das Architekturbüro „Goldschmidt + Ungers“ in Zusammenarbeit mit den israelischen Bauhausschülern Munio Weinraub und Alfred Mansfeld den Entwurf für eine eigenständige Niederlassung aus. Möglicherweise beeinflusst durch das Ausscheiden von Oswald Mathias Ungers (zum 1. Januar 1955:248f), erhielt dann jedoch Hanns Koerfer den Auftrag.:277 Nach einem Entwurf der in einer Zweckgemeinschaft verbundenen Architekten Hanns Koerfer und Helmut Goldschmidt entstand schließlich im Zeitraum von Juli 1954 bis zu seinem Bezug im Mai 1955 ein bewusst schmuckloses viergeschossiges Bürogebäude in Ehrenfeld, Subbelrather Straße 15. Das Haus umfasste 80 Zimmer, darunter auch ein Sitzungszimmer, eine Kantine, ein großes Archiv, ausgedehnte Kellerräume zur Warenlagerung sowie 12 Gästezimmer, um den wechselnden Verhandlungspartnern in der noch immer stark zerstörten Großstadt Köln eine Unterkunft zu ermöglichen.
In Folge der Aufnahme diplomatischer Beziehungen zwischen Deutschland und Israel am 12. Mai 1965 bezog die Kanzlei der israelischen Botschaft unter Botschafter Asher Ben-Natan im August 1965 die Liegenschaft; die Kanzlei wurde aber bereits im Jahr darauf nach Bad Godesberg verlegt. Nach Auflösung der Mission 1966 bis zu ihrem Verkauf Ende 1967 blieb die Immobilie dann weitgehend ungenutzt. Nach in der Folge wechselnder Mieterschaft folgte um 2002 der Abbruch zu Gunsten eines bis 2006 realisierten Büro- und Verwaltungsgebäudes, dem »Colonius Carré«, das nach Planung des Büros Mronz & Schäfer errichtet wurde.